# Tridactyle tridactylites
Tridactyle tridactylites är en orkidéart som först beskrevs av Robert Allen Rolfe, och fick sitt nu gällande namn av Rudolf Schlechter. Tridactyle tridactylites ingår i släktet Tridactyle och familjen orkidéer. Inga underarter finns listade i Catalogue of Life.